# مارك بورغس (مغني)
مارك بورغس (بالإنجليزية: Mark Burgess)‏ هو مغني وكاتب أغاني بريطاني، ولد في 11 مايو 1960 في مانشستر في المملكة المتحدة.

## وصلات خارجية
- مارك بورغس على موقع ميوزك برينز (الإنجليزية)
- مارك بورغس على موقع أول ميوزيك (الإنجليزية)
- مارك بورغس على موقع ديسكوغز (الإنجليزية)